# Ближнеподгорский
Ближнеподгорский — хутор в Суровикинском районе Волгоградской области России.
Входит в состав Нижнечирского сельского поселения.

## География
Хутор не имеет названий улиц.

## Население
| 2010 |
| ---- |
| 120  |

Население хутора в 2002 году составляло 170 человек.